# 梅克爾菱形

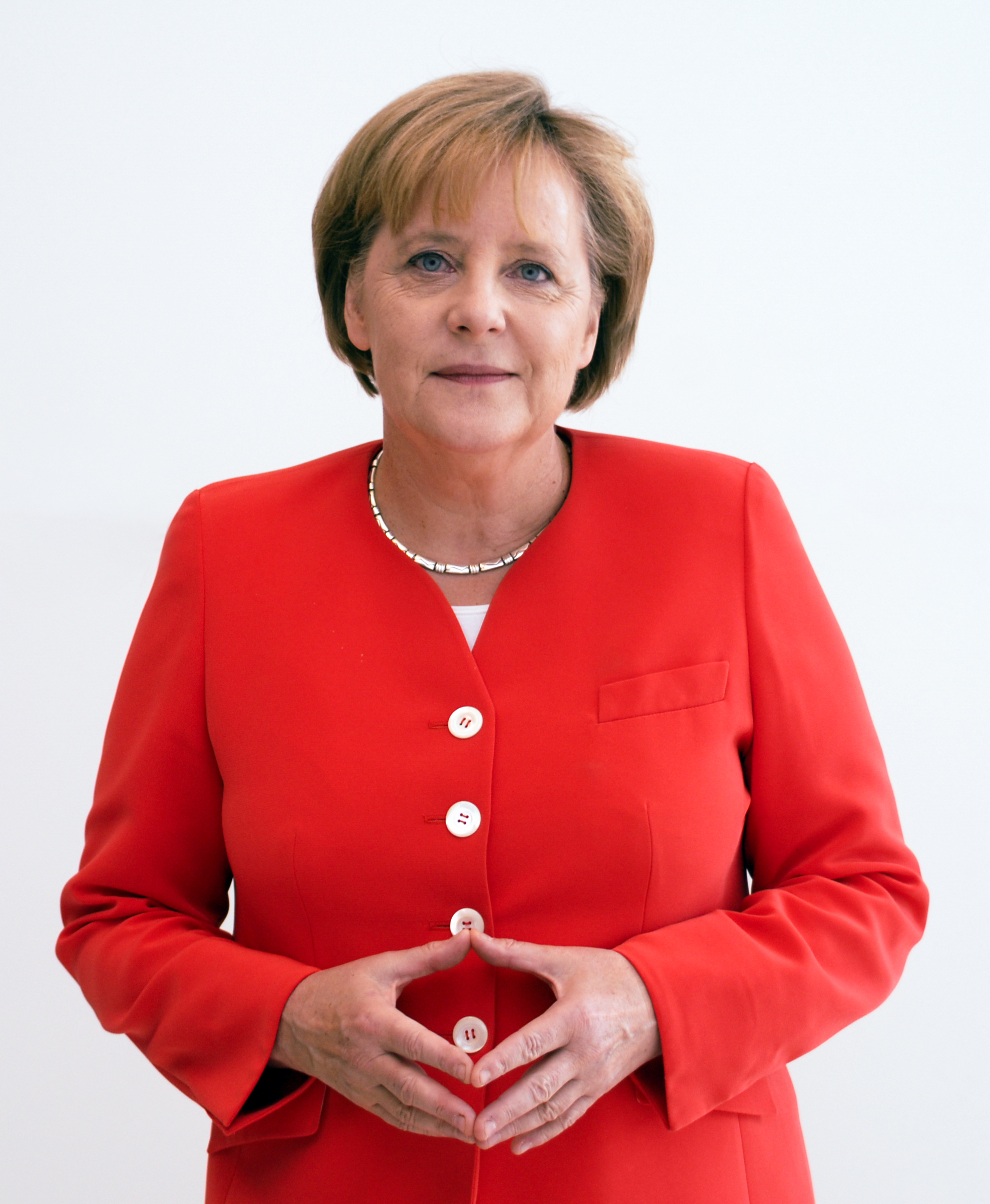
安格拉·梅克爾與她的經典菱形手勢

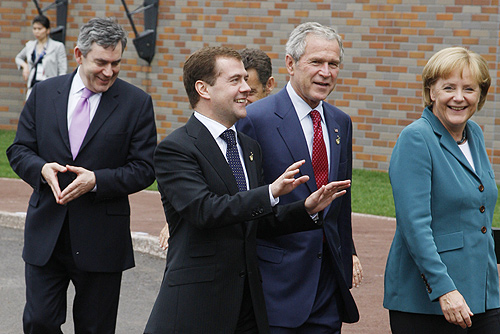
在2008年的第34屆八大工業國高峰會議期間，當時的英國首相戈登·布朗（左側）一邊與當時的法國總統尼古拉·薩科齊談笑一邊模仿梅克爾的菱形手勢

梅克爾菱形（德語：Merkel-Raute），有時也被稱為權力三角形（英語：Triangle of Power）指的是雙手指尖相觸並呈放鬆狀態置於腹部前方的手勢，此時拇指與食指構成一個近四邊形的形狀，因而得名。它是前德國總理安格拉·梅克爾的招牌性手勢，被稱為「世界上最容易辨認的手勢之一」。
當被問及該動作是如何成為其招牌性手勢時，梅克爾表示那只是由於有時會不知道該把手放在哪裡而形成的習慣，而並非是向人諮詢後刻意為之。她還表示該手勢表現了自己「對對稱性的偏愛」（„eine gewisse Liebe zur Symmetrie“）。

## 使用與評論
該手勢最開始被用以嘲諷梅克爾及其領導的內閣。特別是一些模仿她的喜劇演員，會在模仿時穿上類似於她經常穿著的鮮豔外套並做出這個手勢。於2013年拜羅伊特音樂節上首演的讓·菲利普·格洛格版本歌劇《漂泊的荷蘭人》中，就使用了「梅克爾菱形」來諷刺資本主義：在表演中，所有飾演銀行職員、經理人等「精英人士」的閒角均以這一手勢作為他們的共同特徵。
另一方面，梅克爾所在的德國基督教民主聯盟（CDU）則用這一手勢來象徵她無法撼動的領導地位。在2013年德國聯邦議院選舉正酣的2013年9月2日，CDU在柏林火車總站前一座在建的酒店外牆上設立了一個巨大的廣告牌，整體面積約2400平方公尺。這幅蒙太奇照片由2150張CDU支持者的照片組成，每位支持者都用手比出一個菱形手勢，而遠看則是一個巨大的「梅克爾菱形」，旁邊寫有標語「德國的未來掌握在優秀的手中」（Deutschlands Zukunft in guten Händen）。CDU競選活動的負責人赫爾曼·格羅厄表示，這塊廣告牌完美地顯示了該黨在此次選舉中所要表達的訊息。

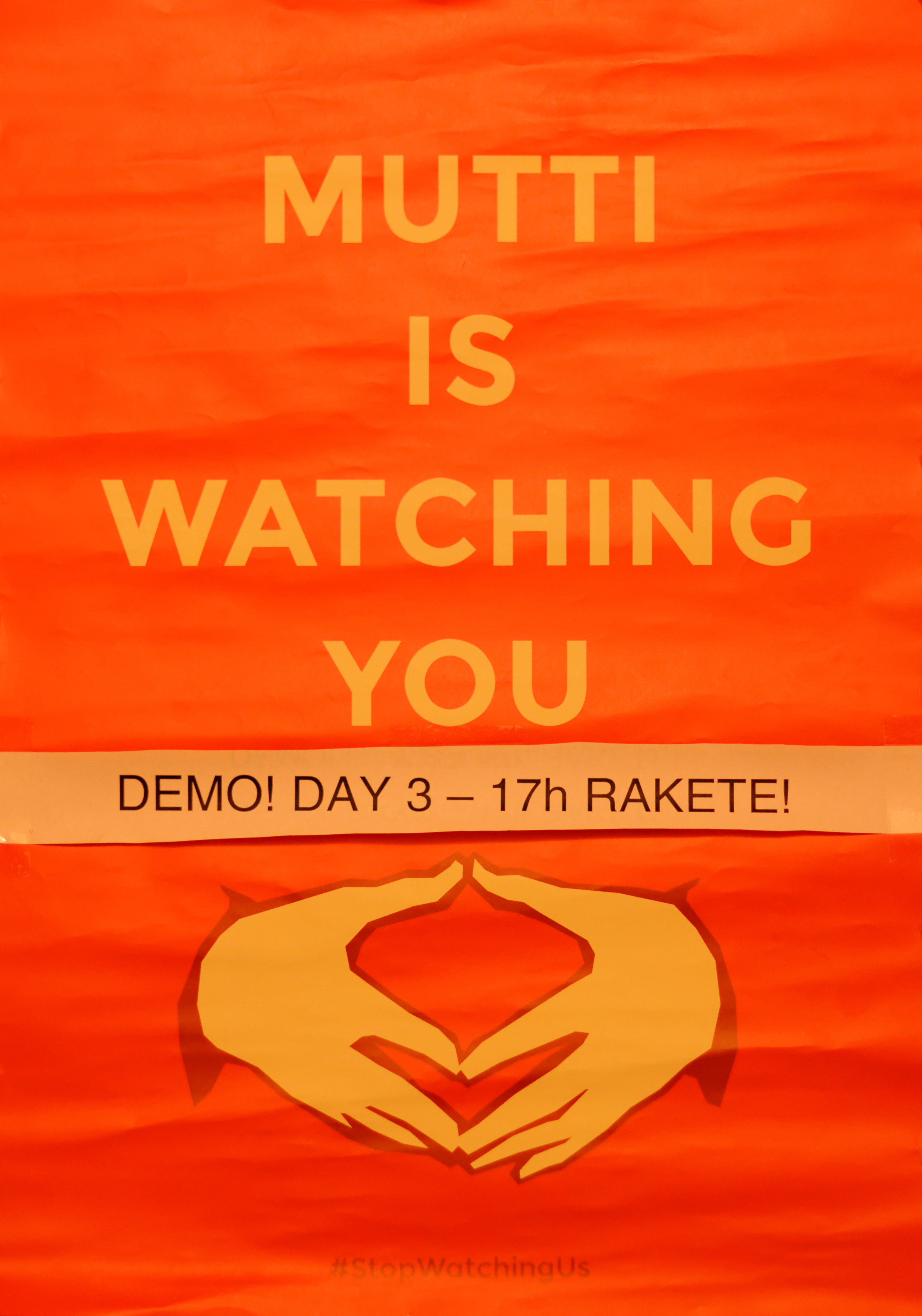
德國第31屆混沌通訊大會用上了這個手勢和「母親在看着你」的標語。

在野黨政治家對這塊廣告牌作出強烈批評，認為它是「令人恐懼的個人崇拜」的典型例子，並將其形容為「古巴式的」。總部位於柏林的報紙每日鏡報則借用庫爾特·圖霍夫斯基的詩作「母親的手」（Mutters Hände，主要描寫了一名垂年婦人的手），將梅克爾諷刺為「母親」（Mutti）。該報認為憑藉某政治家的一個手勢就去樹立其形象並不是令人歡迎的行為。
除了這幅廣告牌以外，「梅克爾菱形」亦出現在其他許多CDU舉辦的政治活動中。CDU青年聯盟曾組織一群快閃族在德國的多個公共場所舉行快閃活動，他們圍成一個圓圈，然後模仿梅克爾的菱形手勢。還有一幅海報模仿英國二戰時期的宣傳海報「保持冷靜，繼續前進」（英語：Keep Calm and Carry On），在其頂端繪有一個「梅克爾菱形」圖案，而下方則為「保持冷靜，選舉總理」（Cool bleiben und Kanzlerin wählen）字樣。該海報上的圖案亦被印在T恤、連帽衫等衣物上。在2013年3月，CDU的競選活動小組「德意志小組」（teAM Deutschland）就已將「梅克爾菱形」的圖案放在其網站上，用來代表安格拉·梅克爾。CDU旗下的學生組織「基督教民主學生協會」（RCDS）在其創辦的網站「大学生支持默克尔」（Studenten für Merkel）上也貼出了大學生們模仿「梅克爾菱形」的相片，並附上標語「我投給安吉！你們呢？」（Ich wähle Angie! Und du?）以鼓勵讀者上傳他們自己的相片。

## 網路

### 改圖
自設置之日起，CDU的巨型廣告牌就在網路上，特別是社交網路服務的使用者之間廣為傳播。對它的各種改編，例如將梅克爾的手與伯恩斯先生（其代表性手勢與「梅克爾菱形」類似）、不爽貓、史巴克以及其他一些名人或虛構人物的相片嫁接在一起的惡搞已成為網路。

### 表情符號
CDU創造了來源於「梅克爾菱形」的表情符號「<>」來指代梅克爾，並一直沿用到2013年德國聯邦議院選舉之後。例如，CDU曾在其Facebook部落格上發起過鼓勵網友使用「<>」的活動，並提供印有上述海報圖案的書包等作為獎品。在CDU2013年終盤點影片的最後以及2014年7月17日慶祝梅克爾六十大壽的Twitter留言中也有用到這個表情符號。2014年10月29日，針對另一個包括臉部的兩行「梅克爾菱形」表情符號在網路上傳開，CDU表示他們才是原版「<>」的創作者。

### 光明會
由於光明會的標誌是一個三角形內的全視之眼和近年一些網絡笑話，在網絡上早已有把含有三角形元素的事物都解讀成光明會象徵的迷因。據台灣、香港、馬來西亞等地報章報道，這個手勢由於貌似一個三角形，使梅克爾被陰謀論者懷疑為光明會成員。